# فيكتور خوليو سواريز روجاس
فيكتور خوليو سواريز روجاس (بالإسبانية: Mono Jojoy)‏ هو إرهابي كولومبي، ولد في 5 فبراير 1953 في Icononzo ‏ في كولومبيا، وتوفي في 22 سبتمبر 2010 في Serranía de la Macarena ‏ في كولومبيا بسبب إصابة بعيار ناري.